# Sjöfröken (ångslup)

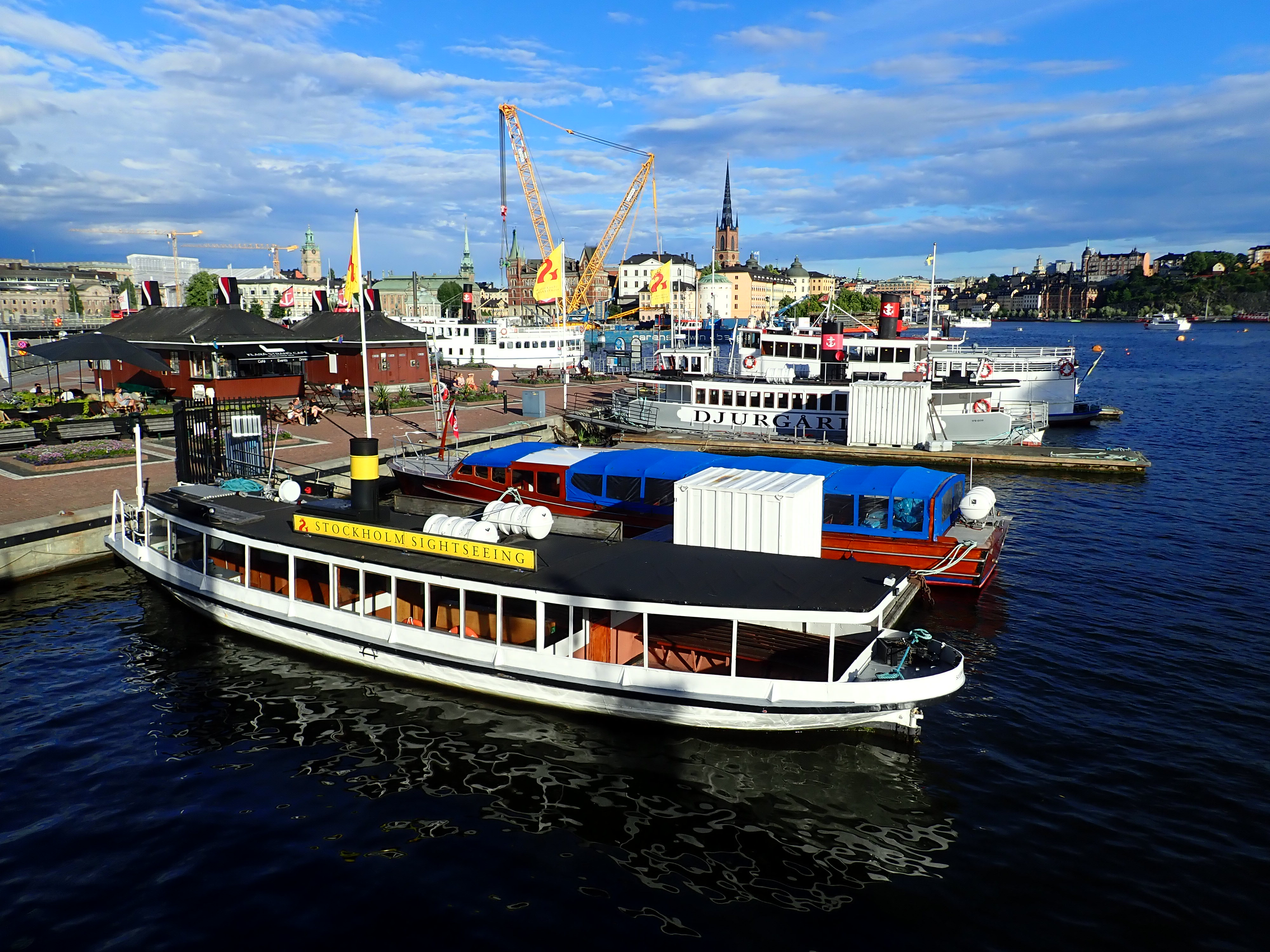
Sjöfröken akterifrån.

Sjöfröken är en ångslup, byggd 1875 och som fortfarande går i trafik i Stockholm. Hon k-märktes 2012.
Motala Verkstad levererade 1875 ångslupen Delfin till Ångslupsbolaget Nya Föreningen i Stockholm. Hon övertogs 1880 av Stockholms Ångslups AB och byggdes om 1911. Hon motoriserades 1940 och döptes då till Sjöbuss 2. År 1960 döptes hon om till Torsund och kördes av Karl Sundberg i Knivsta på traden Uppsala–Skokloster–Sigtuna.	
Ångfartygs AB Strömma Kanal köpte henne 1971 och döpte om henne till Sjöfröken.